# Sam Maes
Sam Maes (Edegem, 7 giugno 1998) è uno sciatore alpino belga.

## Biografia
Attivo in gare FIS dall'agosto del 2014, Maes ha esordito in Coppa Europa il 18 marzo 2017 a San Candido in slalom gigante, senza completare la prova, e ai Giochi olimpici invernali a Pyeongchang 2018, classificandosi 32º nello slalom gigante e non completando lo slalom speciale. Ha debuttato in Coppa del Mondo il 18 novembre 2018 a Levi in slalom speciale, senza completare la prova, e ai Campionati mondiali a Åre 2019, dove è stato 26º nello slalom gigante e non ha completato lo slalom speciale. Il 3 dicembre 2021 ha conquistato il primo podio in Coppa Europa, a Zinal in slalom gigante (2º), e ai successivi XXIV Giochi olimpici invernali di Pechino 2022 non ha completato lo slalom gigante e lo slalom speciale; il 16 marzo dello stesso anno ha ottenuto a Soldeu in slalom gigante la prima vittoria in Coppa Europa. Ai Mondiali di Courchevel/Méribel 2023 si è classificato 9º nel parallelo e non ha completato lo slalom speciale e a quelli di Saalbach-Hinterglemm 2025 si è piazzato 25º nello slalom gigante e 19º nello slalom speciale.

## Palmarès

### Mondiali juniores
- 3 medaglie:
  - 3 bronzi (gara a squadre a Åre 2017; slalom gigante, slalom speciale a Val di Fassa 2019)

### Coppa del Mondo
- Miglior piazzamento in classifica generale: 54º nel 2025

### Coppa Europa
- Miglior piazzamento in classifica generale: 31º nel 2022
- 3 podi:
  - 2 vittorie
  - 1 secondo posto

#### Coppa Europa - vittorie
| Data            | Località | Paese   | Specialità |
| --------------- | -------- | ------- | ---------- |
| 16 marzo 2022   | Soldeu   | Andorra | GS         |
| 2 dicembre 2022 | Gurgl    | Austria | GS         |

Legenda:

GS = slalom gigante

### Australia New Zealand Cup
- Vincitore dell'Australia New Zealand Cup nel 2025
- Vincitore della classifica di slalom gigante nel 2019
- Vincitore della classifica di slalom speciale nel 2025
- 9 podi:
  - 3 vittorie
  - 4 secondi posti
  - 2 terzi posti

#### Australia New Zealand Cup - vittorie
| Data           | Località     | Paese         | Specialità |
| -------------- | ------------ | ------------- | ---------- |
| 28 agosto 2018 | Coronet Peak | Nuova Zelanda | GS         |
| 30 agosto 2019 | Coronet Peak | Nuova Zelanda | GS         |
| 31 agosto 2024 | Coronet Peak | Nuova Zelanda | SL         |

Legenda:

GS = slalom gigante

SL = slalom speciale

### Campionati belgi
- 10 medaglie:
  - 5 ori (slalom gigante nel 2017; slalom gigante nel 2018; slalom gigante, slalom speciale nel 2022; slalom gigante nel 2023)
  - 2 argenti (slalom gigante nel 2019; slalom speciale nel 2023)
  - 3 bronzi (supergigante nel 2015; slalom gigante nel 2016; slalom speciale nel 2018)